# Banks (Lancashire)
Pour les articles homonymes, voir Banks.
Banks est un village côtier du Lancashire, en Angleterre.